# Calanthemis saltator
Calanthemis saltator là một loài bọ cánh cứng trong họ Cerambycidae.